# Stéphane Steeman
Pour les articles homonymes, voir Steeman.
Stéphane Steeman, né le 15 janvier 1933 à Etterbeek (province de Brabant) et mort le 23 janvier 2015 à Fréjus (Var), est un humoriste et scénariste de bande dessinée belge.

## Biographie

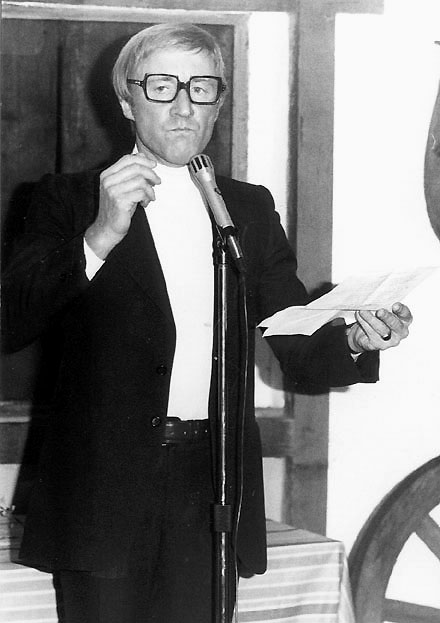
Stéphane Steeman 1975

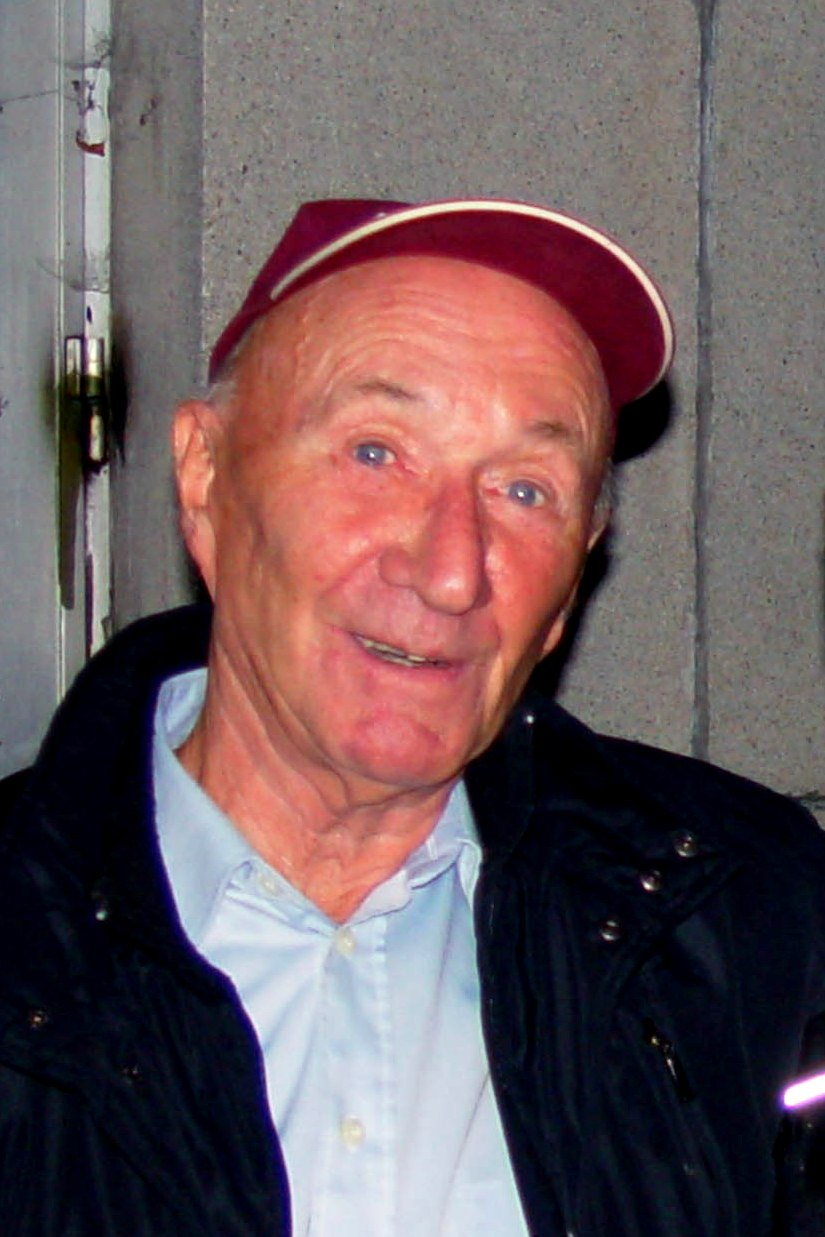
Stéphane Steeman en octobre 2007 à Uccle.

Stéphane Steeman naît le 15 janvier 1933 à Etterbeek, une commune
bruxelloise. Il est le fils de l'écrivain Stanislas-André Steeman dont il écrit une biographie en 1998 avec André-Paul Duchâteau (L'Écrivain habite au 21). Il écrit également une vingtaine d'autres ouvrages humoristiques.
Il débute au théâtre en jouant comme figurant dans La Paix au Théâtre du Parc en 1948.
Il connaît d'abord la célébrité durant les années 1960 en tant qu'imitateur, brocardant surtout des personnalités politiques belges dont Théo Lefèvre ainsi que des vedettes de la chanson dont Jacques Brel avec qui il fait plusieurs galas, deux tournées et l'Ancienne Belgique en 1962. En 1964, Stéphane Steeman joue au cinéma dans Que personne ne sorte de Ivan Govar, adapté d'un livre du père de Stéphane. Il anime, entre 1966 et 1976, avec Jacques Mercier une émission radio humoristique, Dimanche musique, qui durait de 20 heures à minuit sur les ondes de la RTB, et apparut fréquemment dans des sketches télévisés sur les antennes de la RTB. Il forme un duo populaire et durable avec Marion. Ce célèbre duo paraît dans de plusieurs émissions d'humour à partir de 1967 dans Sept Magazine puis dans Keskinvapa diffusé le dimanche après-midi en intermède dans Visa pour le monde. À la fin des années 1960, il participe à la série Télé-Mystères série dramatique. Entre 1969 et 1974, ils animent une émission mensuelle de variétés Clin d'Œil. Deux 45 tours sont pressés et édités en 1973 et 1974. Suivront entre 1975 et 1977, Clafoutis, une émission qui mélange variétés et sketches. Stéphane Steeman passera à l'animation dans Zygomaticorama émission humoristique. Puis, au début des années 1980, il co-animera avec Marion À la Belge époque émission mensuelle diffusée le dimanche soir. Il est également l'auteur avec Yves Duval et le meneur de la revue du théâtre des Galeries pendant 10 ans. Il y rencontre son épouse la comédienne Régine Verelle et interprète plusieurs pièces dans ce théâtre dont le fameux Bossemans et Coppenolle et Encore un p'tit Belge écrit en collaboration avec Yves Duval. Il travaille également sur Radio Luxembourg à ses débuts et ensuite sur RTL-TVI. En 1991, il joue dans la pièce de théâtre La Vieille Folle de Nadine Monfils. Entre 1992 et 1998, il participe à l'émission humoristique Bon week-end à la RTBF, dans laquelle il tient le rôle de Madame Gertrude et où son complice Bernard Perpète incarne son petit-fils Chris. Il est également entouré de son épouse qui tient le rôle de la belle-fille de Madame Gertrude, Josée. En 1998, il participe au single Le Bal des gueux d'Alec Mansion au profit de l’Opération Thermos, qui distribue des repas pour les sans-abris, dans les gares. Cette chanson est interprétée par trente-huit artistes et personnalités dont Toots Thielemans, Stéphane Steeman, Marylène, Armelle, Jacques Bredael, Lou, Alec Mansion, Muriel Dacq, les frères Taloche, Morgane, Nathalie Pâque, Frédéric Etherlinck, Richard Ruben, Christian Vidal, Marc Herman, Jeff Bodart, Jean-Luc Fonck, Benny B et Daddy K. Ensuite viennent plusieurs spectacles, un one man show pour ses 50 ans de carrière avec lequel il reste au Théâtre Molière pendant plus d'un mois et part en tournée dans toute la Belgique « Forum de Liège - Cirque Royal de Bruxelles, etc. ». Sa pièce Gertrude Steeman et les autres (avec B. Perpète et R. Verelle) connaît un énorme succès et part également en tournée dans toute la Belgique. Quelques spectacles/conférences terminent sa carrière ; il décide d'y mettre fin en 2007 pour se retirer avec son épouse dans le sud de la France et se donner à fond à sa grande passion : le jardinage.
Grand connaisseur de Hergé et possédant une très riche collection concernant l'auteur, il est un des initiateurs de l'exposition Tout Hergé, qui se tient durant l'été 1991 à Welkenraedt. Le 3 octobre 1991, il rencontre Léon Degrelle dans sa résidence à Malaga, afin de dissuader celui-ci de sortir un livre dans lequel il révèle sa prétendue amitié avec Hergé. La révélation de cette rencontre par le magazine satirique Pan déclenche une tempête médiatique. Les propos alors tenus par l'humoriste à propos de Degrelle (« Après quarante-cinq ans d'après-guerre, il faut un peu oublier, un peu calmer les esprits. On ne peut pas vivre tout le temps dans cette obsession ») conduisent certains, dont le ministre Georges Désir, à l'accuser de révisionnisme. Stéphane Steeman défend toujours Hergé contre les accusations de collaboration : « On ne peut rien reprocher à Hergé. Tout au plus quelques gaffes, des erreurs de jeunesse» ». Il cède une partie de sa magnifique collection à Fanny Rodwell, veuve de Hergé, en espérant la création d'un musée. Celui-ci ouvre officiellement ses portes le 2 juin 2009. C'est cette même année 2009 que Stéphane Steeman a été « mis à l'écart » des Amis de Hergé par Philippe Goddin et quelques administrateurs, association qu'il avait créée vingt-cinq ans plus tôt ; il sort  son dernier livre L'Escalade, où il raconte ses désaccords avec Nick Rodwell.
Proche du roi Albert II et de la reine Paola, Stéphane Steeman défend l'unité de la Belgique dans ses sketches et interviews.

### Autres activités
Par ailleurs, Stéphane Steeman se fait scénariste de bande dessinée. C'est ainsi qu'il crée pour le dessinateur Guy Brasseur le personnage de Scampi, un animal marin qui vivra six courts récits de quatre à douze planches dans les pages de l'hebdomadaire Tintin, de 1967 à 1971. Sa seconde expérience en ce domaine est un court récit dessiné par Lambil : Notre humour pendant la guerre, qui est publié dans l'album collectif Il était une fois… les Belges aux éditions du Lombard en 1980, à l'occasion du 150e anniversaire de la Belgique. En 1995, il participe à l'album collectif Rire c'est rire, sous-titré 30 grands auteurs de BD !, qui est édité par le Festival international de Rochefort. En 1996, il écrit Gertrude au pays des belges pour le dessinateur Malik, publié aux éditions Nous, fondées par les comparses pour la circonstance.

### Lutte contre le tabagisme
Après la mort de son père des suites d'un cancer lié au tabagisme, Stéphane Steeman arrête de fumer et devient un militant actif de la lutte contre le tabagisme. Il reprochera ainsi à Eddy Merckx de s'être prêté à une publicité pour une marque de cigarettes. Durant les années 1970 il participe à des campagnes de prévention anti-tabac dans les écoles .

### Décès
Stéphane Steeman meurt le 23 janvier 2015 à Fréjus, à l'âge de 82 ans,,.

### Vie privée
Il était le père de Nathalie, née d'un premier mariage, et de la comédienne Muriel Stanislas, morte en 2007, qui était la nièce de Christiane Lenain,.

## Décoration
- Officier de l'ordre de Léopold II (arrêté royal du 8 septembre 1997, avec effet au 8 avril 1995)[14].

## Discographie
- Si j'étais Breton, Fly (avec Bob Jacqmain)
- Brelan d'As, Spiral (33 tours)
- Stéphane Steeman Téléphone (33 tours)
- À trois de jouer. Brelan d'Astres, Vogue (45 tours)
- Le Brugeois Gentilhomme, collection actualités
- Zygomaticorama, RTBF (33 tours)
- Un Belge à Moscou. Un Russe à Bruxelles, Vogue
- Poulimerckx, Omega International
- Parlons Franc, Le Pays à plat (45 tours)
- Théo-let kiss (45 tours)
- Histoire d'allo (45 tours)
- Monsieur Verbroken. Les portes de L'université. Wallonie libre, Vogue, 1968 (45 tours)
- Les Élections. L'Eddy-Vision, Vogue (V.B. 155), 1972 (45 tours)
- Il était une voix à Schaerbeek
- L'Eddy-Vision (2) ou François Chalais contre Eddy Merckx. Fonske Wittebols ou Un Ministre contre son goût, Vogue (VB.226), 1972 (45 tours)
- Décret-Pitude. Turpitude, Vogue, 1973 (45 tours)
- Marolle…Marolle…, Omega Jukebox, 1973 (45 tours) (avec Marion)
- Belgigiqu’ amoroso, Omega Jukebox, 1974 (avec Marion)
- Hé dis, tu danses ?, Vogue, 1975  (45 tours)
- Tibet 75, Vogue CPRVB.079, 1975 (33 tours)
- Écoute une fois… Les vraies histoires belges, Decca, 1977 (33 tours)
- Tango érotique. Faut garder le moral !, Dureco, 1981 (45 tours)
- Welcome back Mr VDB (sous le nom de KL 303), 1989.
- Steemano belgicus, Backstage, 1991 (CD)
- Plus Belge que ça, Columbia, 1993 (CD)
- Gertrude, amc, 1994 (CD)
- 25 Ans Steeman, RM, 1998 (CD).

## Publications
- Légendes sont méchantes, Wellens, 1971
- C'est moi qui est le professeur !, avec Jacques Mercier et André-Paul Duchâteau, illustrations de Tibet, Rossel, 1976
- Encore des mémoires !, Rossel, 1976
- Raconte… une fois ! : préface René Goscinny les vraies histoires belges ; illustrations de Tibet, Rossel, 1977
- Sketchorama, Rossel, 1979
- Alors on copie !, Rossel, 1979
- Sois Belge et raconte, Rossel, 1982
- Les Meilleures Histoires belges, Presses Pocket, 1983 ill. Dany
- Cent rancunes, Gaia, 1985
- Les Belges répondent aux Français, avec Yves Duval, Bruxelles, Legrain, 1987 (OCLC 1400488817)
- Tout Hergé : Itinéraire d'un collectionneur chanceux, Casterman, 1991  (ISBN 9782203004061)
- Images du scoutisme : 50 ans de calendrier FSC, Fédération des Scouts Catholiques, 1991
- Les Dialogues de Gertrude Bourtembourg, 1993 ill. par Alidor, Dany, Dupa, André Franquin, Marc Hardy, Frédéric Jannin, Daniel Kox, Pierre Kroll, Lambil, Morris, Jean Roba, Tibet, Turk et François Walthéry.
- Le Livre de Steeman, Le livre, 1995
- Non peut-être ! Mes belges cancans, Quorum, 1996  (ISBN 2-930014-90-3)
- L'Écrivain habite au 21, Quorum, 1998
- Complices cités (Hergé et Jam), Meunier, 1998
- Stéphane Steeman, Hergé autrement, Bruxelles, Éditions Luc Pire, 2003, 262 p. (ISBN 978-2874153464, OCLC 655738013, ASIN B07SDMJP93, présentation en ligne).
- Inoubliables Rencontres, Ciné Revue, 2005
- Mon camp de travail en Russie de Peter Adam Coppens, Préface, 2007.
- Ma Belgique à moi, Noir Dessin Production, 2008  (ISBN 9782873511814)
- L'Escalade, Azimuts, 2009  (ISBN 9782874710360).

### Album de bande dessinée
- Gertrude au pays des Belges, "Nous", Bruxelles, mars 1996
Scénario : Stéphane Steeman - Dessin : Malik - Couleurs : Laurent -  (ISBN 2-9600107-0-1)

## Filmographie
Sauf indication contraire, les informations mentionnées dans cette section peuvent être confirmées par la base de données cinématographiques IMDb,  présente dans la section « Liens externes ».
- 1958 : À la bonne tambouille[15] de Raymond Dastra (le chef de service)
- 1964 : Que personne ne sorte[16] d'Ivan Govar (Adonis)
- 1976 : Les Douze Travaux d'Astérix[17] (voix de Mannekenpix).
- 1996 : J'ai eu dur ![18] de Gérald Frydman (Roger Corremans).